# Гладенька акула арабська
Гладенька акула арабська (Mustelus mosis) — акула з роду Гладенька акула родини Куницеві акули. Інші назви «моїсеєва гладенька акула», «арабська куницева акула», «твердоноса акула-собака».

## Опис
Голова помірно велика. Морда звужена. Ніс доволі твердий, від чого акула отримала свою іншу назву. Очі великі, овальні, з мигальною перетинкою. За ними розташовані невеличкі бризкальця. Ніздрі з носовими клапанами. Рот помірно великий, зігнутий. Зуби дрібні, з 1 притупленою верхівкою, численні. Розташовані у декілька рядків. Тулуб стрункий, розширений в області переднього спинного плавця. Грудні плавці середнього розміру, трикутної форми, кінчики завернуті назад. Має 2 спинних плавця, з яких передній більше за задній. Передній спинний плавець розташовано позаду грудних плавців. Задній спинний плавець починається перед анальним плавцем і закінчується навпроти нього. Черевні та анальний плавці маленькі. Хвіст звужений. Хвостовий плавець гетероцеркальний, верхня лопать сильно витягнута, кінчик нижньої лопаті гострий.
Забарвлення спини сіре або сіро-коричневе. Черево має попілясто-білий колір. На передньому спинному плавці зазвичай присутня контрастна біла пляма. Грудні плавці позаду мають білу облямівку.

## Спосіб життя
Тримається на глибинах від 20 до 250 м, на верхніх шарах континентального шельфу. Полює біля дна, є бентофагом. Живиться ракоподібними, переважно креветками, молюсками та дрібною костистою рибою.
Статева зрілість настає при розмірах 65-70 см. Це живородна акула. Самиця народжує до 10 акуленят завдовжки 26-28 см.
Є об'єктом місцевого рибальства. Часто ловиться для тримання в акваріумах, оскільки непогано переносить неволю.

## Розповсюдження
Мешкає в Індійському океані, переважно в Червоному та Аравійському морях, Перській затоці: від північного-західного узбережжя Африки (Єгипет, Судан, Еритрея, Джибуті, Сомалі) до західних берегів Індії та Шрі-Ланки, частково Мальдівських островів. Окремий ареал присутній на півдні Африки (узбережжя провінції Квахулу-Наталь, ПАР).